# La Solidaridad
La Solidaridad va ser un setmanari anarquista de Madrid fundat per Anselmo Lorenzo en 1870. Va ser el primer periòdic defensor de la Primera Internacional i òrgan de la secció madrilenya. Donava suport a idees anarquistes col·lectivistes, difonia les resolucions, estatuts i comunicats dels congressos, abordava temàtiques afins al moviment obrer.
Entre els seus redactors i col·laboradors es troben Tomás González Morago, Enrique Simancas, Màxim Ambau, Francisco Mora Méndez, Víctor Pagés, etc. També es van publicar articles de Mikhaïl Bakunin i Proudhon.
El primer número va sortir al públic el 15 de gener de 1870 i l'últim es va publicar el 21 de gener de 1871.